# Abdel Hakim Amer
Pour les articles homonymes, voir Amer.
Abdel Hakim Amer (arabe : عبد الحكيم عامر), né le 11 décembre 1919 à Astal (Samalout, Al Minya) et mort au Caire le 14 septembre 1967, est un maréchal et homme politique égyptien, vice-président de la République du 7 mars 1958 au 30 septembre 1965, ministre de la défense et chef d'État-Major de l'armée égyptienne de 1956 à 1967.

## Biographie
Il sert dans la guerre israélo-arabe de 1948 et prend part au coup d'État de 1952. Il a commandé l'armée égyptienne dans la guerre de Suez, la guerre civile du Yémen du Nord et dans la Guerre des Six Jours.
En 1959, il remplace Abdelaziz Salem, à la tête de la fédération égyptienne de football.
Le 17 juin 1967, peu après la fin de la guerre des Six Jours, Amer, tenu pour responsable de la défaite egyptienne, fut démis de toutes ses fonctions et contraint à une retraite anticipée. Peu après il est accusé de complot contre Nasser : il est arrêté et emprisonné, puis se suicide le 14 septembre 1967. En septembre 2012, soupçonnant un meurtre et non un suicide, sa famille demande qu'une enquête soit ouverte.

## Décorations

### Décorations égyptiennes
- Grand-cordon de l'Ordre de la République
- Grand-cordon de l'Ordre égyptien du Mérite
- Grand-cordon de l'Ordre de la Vertu

### Décorations étrangères
- Première classe de l'Ordre du Mérite national (Algérie)
- Chevalier grand-commandeur de l'Ordre du Défenseur du Royaume (Malaisie)
- Grand-cordon de l'Ordre du Mérite civil (Syrie)
- Médaille d'Héros de l'Union soviétique (URSS)